# それから先のことは…
『それから先のことは…』（それからさきのことは）は1976年12月20日に発売された加藤和彦の3枚目のソロ・アルバムで、加藤が初めてアメリカ合衆国でレコーディングしたアルバムである。サディスティック・ミカ・バンドの解散後、ソロ・アルバムとしては5年ぶりとなり、当時同棲をはじめていた安井かずみとの最初の共作アルバムとなった。

## 解説
『それから先のことは…』は加藤がスワンプ・ロックに取り組んだアルバムである。加藤はサディスティック・ミカ・バンドの解散後、シンガポールをはじめとする東南アジア諸国を旅するなど、一時音楽活動を休止していたが、1976年になり同棲していた安井かずみとの共作アルバムの構想を思いつく。それは、当時多くのアーティストのレコーディングに起用されていたマッスル・ショールズ・リズム・セクションとの共演だった。加藤はミカ・バンド時代から彼らの出す音を再現しようと努力してきたが果たせなかったため、これを機会に渡米して彼らと共演することにしたものだった。レコーディングは日本から持参した楽曲をもとにアラバマでリズム体とホーンを収録し、マイアミでストリングスを加え、ロサンゼルスにてミックス・ダウンが行なわれた。
後年、加藤は本作を「私小説アルバムのようなもの」と評している。なお、本作発表後の1977年には、安井との共著で本作の収録曲と同じタイトルの『キッチン & ベッド』（主婦と生活社刊）というエッセイ集も出版している。

## アートワーク
オリジナル・アルバム・カバーにはエンボス加工が施され、インナースリーヴには歌詞とクレジットが記載されていた。カバーアートに使われたポラロイド写真は、加藤と安井がロス滞在時の常宿にしていたビバリーウィルシャー・ホテルで互いに撮影したもので、フロント・カバーで加藤が着用しているスーツは高橋幸宏のブランドBricksの製品である。なお、初発売時のレコード帯には、以下のキャッチコピーが記載されていた。

## 収録曲
全曲作詞：安井かずみ、作編曲：加藤和彦
アナログ・レコードでは#1から#5までがA面に、#6から#10までがB面に収録されている。
楽曲の時間表記は初出アナログ・レコードに基づく。
1. シンガプーラ - (3:43)
この曲はアルバム発売に先立ち、#5とのカップリングでシングル・カットされ、シンガポール航空のCMにも使用された[9]。1984年にアグネス・チャンが[注釈 4]、2003年に杏子がカバーしている。
2. それから先のことは - (4:56)
3. ジャコブ通り - (3:40)
4. それぞれの夢 - (2:33)
5. キッチン&ベッド - (4:17)
6. 貿易風 - (4:31)
この曲は1977年にアグネス・ラムが"Trade Wind"という曲名でカバーしている[10]。
7. 春夏秋・・ - (4:20)
8. 光る詩（うた） - (3:37)
9. 二度目の冬 - (3:27)
10. 淋しい歌のつくり方 - (3:42)

## クレジット
- Produced by Kazuhiko Kato & Kazunaga Nitta
- Horns & Strings Arranged by Mike Lewis
- Recording at Muscle Shoals Sound Sheffield, Alabama
- Strings Overdubbed at Criteria Recording Studios, Miami, Florida
- Mixed & Mastered at Warnor Bros. Recording Studios, N.Hollywood, L.A.
- Engineered by Jerry Masters, Steve Melton, Jack Adams & Loyd Clifft
- Special Thanks to Ichiro Asatsuma, Hiroshi Kuwashima & Yuji Konno
- Polaroid by Zuzu
- On the Cover Kazuhiko Kato Wears a Shit by Bricks, Training Shoes by Adidas
- A Gentleman's Cologne by Halston, Pictured at Beverly Wilshire Hotel
- Personal Management by Yoshiaki Nitta (Music Unlimited Ltd)
- All Songs Published by Watanabe Music Publishing Co.Ltd.

### ミュージシャン
- Kazuhiko Kato - Vocal, Acoustic Guitar
- Muscle Shoals Rhythm Section
  - Jimmy Johnson - Electric Guitar
  - Barry Beckett - Keyboards
  - Roger Hawkins - Drums
  - David Hood - Bass
  - Pete Carr - Acoustic & Electric Guitars
- Tim Henson - Keyboards
- Muscle Shoals Horns
  - Harrison Calloway - Trumpet
  - Harvey Thompson - Tenor Saxophone & Flute
  - Charles Rose - Trombone
  - Ronnie Eades - Baritone Saxophone

## 発売履歴
| 形態 | 発売日         | レーベル         | 品番      | アートワーク | 解説       | リマスタリング | 初出/再発 | 備考                                        |
| ---- | -------------- | ---------------- | --------- | ------------ | ---------- | -------------- | --------- | ------------------------------------------- |
| LP   | 1976年12月20日 | DOUGHNUT         | DTP-72223 | ?            | なし       | なし           | 初出      | A式ジャケット                               |
| CT   |                | 東芝EMI株式会社  | ZA-1614   | ?            | なし       | なし           | 初出      |                                             |
| CD   | 1991年03月20日 | EASTWORLD        | TOCT-6037 | ?            | 篠原章     | 記載なし       | 初出      |                                             |
| CD   | 2007年11月02日 | SUPER FUJI DISCS | FJSP-29   | ?            | 小倉エージ | オノ・セイゲン | 再発      | 紙ジャケット                                |
| CD   | 2017年06月28日 | EXPRESS          | UPCY-7308 | ?            | 小松喜冶   | 記載なし       | 再発      | 【名盤発見伝 ジャパニーズ・グラフィティー】 |